# Агиос Космас (дем Места)
Агиос Космас или Караманли (на гръцки: Άγιος Κοσμάς, до 1926 година Καραμανλή, Караманли) е село в Гърция, дем Места (Нестос), административна област Източна Македония и Тракия. 

## География
Разположено е североизточно от Кавала, на надморска височина от 490 метра.

## История

### В Османската империя
В XIX век е село в Саръшабанска каза на Османската империя. На австро-унгарската военна карта е отбелязано като Караманли (Karamanli), също и на картата на Йоргос Кондоянис – Караманли (Καραμανλή). Съгласно статистиката на Васил Кънчов („Македония. Етнография и статистика“) към 1900 година Караманли е турско селище и в него живеят 150 турци.
Според гръцка статистика към 1911 година селото е изцяло мюсюлманско със 720 жители мюсюлмани.

### В Гърция
В 1913 година селото попада в Гърция след Междусъюзническата война. Според статистика от 1913 година има население от 727 души. През 20-те години на XX век турското му население се изселва по споразумението за обмен на население между Гърция и Турция след Лозанския мир и на негово място са заселени гърци бежанци, които в 1928 година са 56 семейства с 221 души, като селището е изцяло бежанско.
Българска статистика от 1941 година показва 296 жители.
Селяните произвеждат предимно тютюн, като се занимават и с краварство.
| Име              | Име              | Ново име     | Ново име      | Описание                                   |
| ---------------- | ---------------- | ------------ | ------------- | ------------------------------------------ |
| Гьолджик         | Γιόλτζικ         | Хортодуни    | Χορτοδούνι    | старо селище в Урвил, СИ от Агиос Космас   |
| Махала Караманли | Μαχ. Αγίου Κοσμᾶ | Агиос Космас | ῞Αγιος Κοσμᾶς | махала СИ от Агиос Космас                  |
| Кел Таш          | Κὲλ Τὰς          | Пиато        | Πιάτο         | връх в Урвил (727,2 m), ЮИ от Агиос Космас |
| Карагация        | Καραγάτσια       | Струнгес     | Στρούγγες     | връх в Урвил, И от Агиос Космас            |
| Гелеса           | Γκέλεσα          | Корфес       | Κορφές        | връх в Урвил (741,3 m), СИ от Агиос Космас |
| Даут Али         | Νταοὺτ Ἀλῆ       | Петровуни    | Πετροβούνι    | връх в Урвил (1003,9 m), С от Агиос Космас |
| Тавут даг        | Ταβοὺτ Ντάγ      | Тимбанон     | Τύμπανον      | връх в Урвил (1035,2 m), С от Агиос Космас |

Става част от дем Орино по закона Каподистрияс от 1997 година. С въвеждането на закона Каликратис, Агиос Космас става част от дем Места.
Според преброяването от 2001 година има 35 жители, а според преброяването от 2011 година има 20 жители.
| Година    | 1913 | 1920 | 1928 | 1940 | 1951 | 1961 | 1971 | 1981 | 1991 | 2001 | 2011 | 2021 |
| --------- | ---- | ---- | ---- | ---- | ---- | ---- | ---- | ---- | ---- | ---- | ---- | ---- |
| Население | 727  | 652  | 240  | 321  | 136  | 120  | 70   | 11   | 22   | 35   | 20   | 18   |